# Suniarsih
Suniarsih is een bestuurslaag in het regentschap Tegal van de provincie Midden-Java, Indonesië. Suniarsih telt 1774 inwoners (volkstelling 2010).